# Trombon (joc de cărți)
Mentiroso (în Spania), Desconfió (în Argentina, Uruguay și Insulele Canare), Bullshit (în Germania), Cheat, Bluff, Bullshit, Liar, I Doubt It (în SUA), Menteur (în Franța) este un joc de cărți. În versiunea oferită aici este vorba de un joc spaniol cu 40 de cărți, numărul de jucători putând fi de 2, 3, 4 sau 5. Se joacă câte mâini sau jocuri parțiale este necesar până când unul dintre jucători atinge numărul de mâini câștigătoare convenit la începutul jocului.

## Instrucțiuni
Pentru a juca acest joc, se împart, una câte una, toate cărțile din pachet, în mod egal tuturor jucătorilor, fiecare ascunzând față de ceilalți participanți identitatea cărților. Jucătorii trebuie să încerce să scape cât mai curând posibil de toate cărțile pe care le au în posesia lor.
Jucătorul care începe jocul depune una, două sau trei cărți cu fața în jos și strigă o combinație de cărți (toate de același număr) numind mișcarea pe care pretinde că a făcut-o (de exemplu, 1 zece, 2 valeți, 3 popi etc).
Dacă următorul jucător (cel din dreapta lui) îl crede, acela trebuie să continue să depună una sau mai multe cărți pe masă, potrivindu-se cu numărul indicat al cărții, dar nu neapărat cu numărul de cărți depuse, spunând în mod explicit câte sunt cărțile pe care le depune (spre exemplu, „încă un zece”, sau „încă doi”).
Dimpotrivă, dacă un jucător, indiferent de rândul său, nu are încredere în declarația antecesorului său și decide să verifice veridicitatea spuselor acestuia, trebuie să spună acest lucru, folosind formula "Trombon" și să întoarcă cărțile jucătorului care a depus. Dacă depunerea este adevărată, suspiciosul va lua toate cărțile din teanc. Dacă, pe de altă parte, suspiciosul a fost corect în aprecierea sa, jucătorul suspectat va colecta toate cărțile din acel teanc.
Jucătorul care a încasat ultimul cărțile, va începe depunerea de noi cărți, care nu pot fi de aceeași culoare ca cele de dinainte. 
Câștigă jucătorul care scapă de cărțile sale cât mai curând posibil. Odată ce jucătorul rămâne fără cărți, ceilalți jucători nu-și vor mai putea arăta neîncrederea în el. Fiecare jucător trebuie să arate cărțile rămase în posesia lui la solicitarea vreunui alt jucător.

## Variante
- Întotdeauna se depune o singură carte (Uruguay și Argentina).
- Se joacă după perechi și nu după număr (Uruguay și Argentina).
- Când un jucător acumulează toate cele patru culori ale aceluiași număr, el poate elimina acele cărți din joc (arătându-le celorlalți jucători) (decartare opțională) (preferată în Spania).
- Dacă primul jucător preferă asta, poate alege să pună prima carte cu fața în sus (dar următorii nu vor putea face acest lucru). În acest fel, sunt evitate jocurile nesfârșite care apar în anumite ocazii când se suspectează din pornire.
- Dacă se minte și se pune în teanc un as drept cartea cea mai de deasupra (cea care se ridică prima pentru a se verifica) și o persoană este suspicioasă, cel care este suspicios ia întreaga grămadă, deoarece asul funcționează în acest caz ca un „atu” (joker).